# Metro w Waszyngtonie
Metro w Waszyngtonie (ang. Washington Metro lub Metrorail) – system kolei podziemnej i nadziemnej, obsługujący aglomerację Waszyngtonu w Stanach Zjednoczonych. W skład systemu wchodzi 6 linii o łącznej długości 208 km i 98 stacjach. Metro waszyngtońskie jest drugim co do wielkości, po metrze nowojorskim, systemem metra w USA pod względem długości. W 2022 roku dzienna liczba pasażerów wyniosła 326,300.

## Historia
Początki metra waszyngtońskiego sięgają lat 60. XX wieku. W 1960 roku rozpoczęto prace związane z zaprojektowaniem przebiegu metra, które uległy zatwierdzeniu w 1968 roku. Plany obejmowały system liczący 158 km długości. Kamień węgielny pod budowę położono 7 grudnia 1969 roku, a 27 marca 1976 roku oddano do użytku jego pierwszy odcinek. Ostatecznie, system w pierwotnie zamierzonym kształcie został ukończony 13 stycznia 2001 roku, później został jednak powiększony poprzez przedłużenie linii niebieskiej oraz ustanowienie dodatkowych stacji na istniejących liniach. Rozważa się również jego rozbudowę o dodatkowe linie i stacje w przyszłości. W dniu 22 czerwca 2009 doszło do największego w historii waszyngtońskiego metra wypadku, wskutek którego zginęło 9 osób, a około 70 zostało rannych.

## Linie metra
System składa się z sześciu linii o łącznej długości 208 km, na których znajduje się 98 stacji. Nazwy linii wywodzą się od kolorów, którymi są oznakowane: Red Line (linia czerwona), Orange Line (linia pomarańczowa), Blue Line (linia niebieska), Yellow Line (linia żółta), Green Line (linia zielona) oraz Silver Line (linia srebrna).
| Symbol | Nazwa       | Rok otwarcia | Liczba stacji | Stacje końcowe                         |
| ------ | ----------- | ------------ | ------------- | -------------------------------------- |
|        | Red Line    | 1976         | 27            | Shady Grove – Glenmont                 |
|        | Blue Line   | 1977         | 28            | Franconia–Springfield – Downtown Largo |
|        | Orange Line | 1978         | 26            | Vienna – New Carrollton                |
|        | Yellow Line | 1983         | 13            | Huntington – Mount Vernon Square       |
|        | Green Line  | 1991         | 21            | Branch Avenue – Greenbelt              |
|        | Silver Line | 2014         | 34            | Ashburn – Downtown Largo               |

Linie metra przebiegają niemal wyłącznie z przedmieść do centrum Waszyngtonu. Z tego powodu, często aby skorzystać z metra, przy przemieszczaniu się między sąsiadującymi przedmieściami trzeba najpierw udać się do centrum miasta. Na przykład mimo że stacje Twinbrook i Glenmont są położone w odległości zaledwie kilku kilometrów od siebie, podróż pomiędzy nimi trwa prawie godzinę. Obecnie rozważa się możliwość utworzenia nowych linii, które bezpośrednio połączyłyby przedmieścia i nie wymagały podróży do centrum miasta.

Schematyczna mapa metra waszyngtońskiego

## Rozwój metra
| Data otwarcia     | Linia                                                  | Odcinek                                                    | Liczba stacji |
| ----------------- | ------------------------------------------------------ | ---------------------------------------------------------- | ------------- |
| 27 marca 1976     |                                                        | Farragut North – Rhode Island Avenue                       | 5             |
| 15 grudnia 1976   | Gallery Place                                          | 1                                                          |               |
| 17 stycznia 1977  | Farragut North – Dupont Circle                         | 1                                                          |               |
| 1 lipca 1977      |                                                        | Ronald Reagan Washington National Airport – Stadium–Armory | 18            |
| 6 lutego 1978     |                                                        | Rhode Island Avenue – Silver Spring                        | 4             |
| 17 listopada 1978 |                                                        | Stadium–Armory – New Carrollton                            | 6             |
| 1 grudnia 1979    | Rosslyn – Ballston–MU                                  | 5                                                          |               |
| 22 listopada 1980 |                                                        | Stadium–Armory – Addison Road                              | 3             |
| 5 grudnia 1981    |                                                        | Dupont Circle – Van Ness–UDC                               | 3             |
| 30 kwietnia 1983  |                                                        | Pentagon – Gallery Place                                   | 4             |
| 17 grudnia 1983   | Ronald Reagan Washington National Airport – Huntington | 4                                                          |               |
| 25 sierpnia 1984  |                                                        | Van Ness–UDC – Grosvenor–Strathmore                        | 5             |
| 15 grudnia 1984   | Grosvenor–Strathmore – Shady Grove                     | 4                                                          |               |
| 7 czerwca 1986    |                                                        | Ballston–MU – Vienna                                       | 4             |
| 22 września 1990  |                                                        | Silver Spring – Wheaton                                    | 2             |
| 11 maja 1991      |                                                        | Gallery Place – U Street                                   | 3             |
| 15 czerwca 1991   |                                                        | King Street–Old Town – Van Dorn Street                     | 1             |
| 28 grudnia 1991   |                                                        | L’Enfant Plaza – Anacostia                                 | 1             |
| 11 grudnia 1993   | Fort Totten – Greenbelt                                | 1                                                          |               |
| 29 czerwca 1997   |                                                        | Van Dorn Street – Franconia–Springfield                    | 1             |
| 25 lipca 1998     |                                                        | Wheaton – Glenmont                                         | 1             |
| 18 września 1999  |                                                        | U Street – Fort Totten                                     | 2             |
| 13 stycznia 2001  | Anacostia – Branch Avenue                              | 5                                                          |               |
| 20 listopada 2004 |                                                        | NoMa–Gallaudet U                                           | 1             |
| 18 grudnia 2004   |                                                        | Addison Road – Downtown Largo                              | 2             |
| 26 lipca 2014     |                                                        | East Falls Church – Wiehle–Reston East                     | 5             |
| 15 listopada 2022 | Wiehle–Reston East – Ashburn                           | 6                                                          |               |
| 19 maja 2023      |                                                        | Potomac Yard–VT                                            | 1             |